# 태하 (1998년)
태하(본명: 김태하, 1998년 6월 3일~)는 과거에 대한민국의 걸 그룹 모모랜드의 메인 보컬을 맡았었다.
데뷔 전에는 프로듀스 101에 연정, 심채은과 같이 스타쉽엔터테인먼트 소속으로 출전했으나 8회에서도 50위로 방출되었고, 프로듀스 101 종료 이후로 스타쉽을 떠나 MLD엔터테인먼트로 이적해 모모랜드로 데뷔했는데 2019년 11월 30일 계약 해지로 탈퇴하였다.

## 학력
- 전주서문초등학교(졸업)
- 전주서신중학교(졸업)
- 한림연예예술고등학교 실용음악과(졸업)

## 음반

### OST
| 앨범 정보         | 발매일          | 가수       | 수록곡        |
| ----------------- | --------------- | ---------- | ------------- |
| 크로스 OST Part 5 | 2018년 3월 13일 | 태하, 아인 | 원하고 바래요 |

## 출연작

### TV 프로그램
- 2009년 Mnet 슈퍼스타K
- 2016년 Mnet PRODUCE 101
- 2017년 SBS TV 더 쇼
- 2018년 MBC 뮤직 모모랜드의 사이판랜드
- 2020년 TV 조선 내일은 미스트롯2